# 키라 야마토
키라 야마토(영어: Kira Yamato, 일본어: キラ・ヤマト)는 애니메이션 기동전사 건담 SEED의 주연이다. 다음 시리즈인 기동전사 건담 SEED DESTINY에서도 주연을 맡는다.

## 소개
본작의 주인공. 헬리오폴리스에 있던 코디네이터로 인공 수정을 통해 태어난 소년이다. 극중 하렌 히비키 박사에게서 만들어진 존재이며 무수한 정자중에서 우수한 부분만 골라 만들어진 존재이며, 그 능력은 매우 뛰어나다. 학습능력과 자기 진보형태가 다른 인간과 달리 매우 뛰어나며 공간능력과 사물의 대한 이해 속도가 매우 뛰어나며 전자 데이터 분석과 조종 등에도 뛰어나 MS를 경험 없이 시스템을 새로 구축하고 조종하는 등 뛰어난 능력을 보였다. 극중에선 코디네이터 중에서 제일 성공한 최고의 코디네이터.
본작의 주인공. 헬리오폴리스에 살던, 자수정 눈동자의 평화주의자 코디네이터 소년으로 극중 율렌 히비키 교수에게서 태어난 '최고의 코디네이터'라고 나온다. 얼떨결에 지구군의 신병기 모빌 슈트를 목격하고 친구 아스란과 재회, 스트라이크에 탑승하여 전쟁에 휘말린다. 30화에서 스트라이크는 아스란의 이지스와 함께 자폭, 마르키오(클라인파)로 인해 플랜트로 올라가 라크스 클라인과 만난 뒤 프리덤에 탑승하여 비극적인 전쟁을 끝내기 위해 노력한다. 마지막으로 야킨두에서의 결전을 마지막으로 1년 반을 끌어 왔던 전쟁을 끝낸다.
키라는 후속작인 데스티니에서도 등장하는데, 중반부에서 신 아스카의 임펄스 건담에게 프리덤을 파괴당한 이후 새로운 MS인 스트라이크 프리덤을 탑승한 뒤 대활약한다. SPECIAL EDITION 4를 보면, 데스티니 이후에는 자프트의 백복을 입고 있다. 라크스 클라인의 연인. 본명은 키라・히비키(キラ・ヒビキ)

## 전개 및 성격
최강의 코디네이터. 순수하고 따뜻하고 생명을 귀하게 여기는 성격을 가지고 있으나 헬리오폴리스 붕괴에 의해 지구군 최고비밀 신조함 '아크엔젤'에 탑승하여 MS 스트라이크를 조종하는 소년으로 SEED와 SEED DESTINY 편에 출연하였다.
[ SEED ]편 만이 아닌 [ SEED DESTINY ] 데스티니 에서도 주인공 자리를 넘보고 또한 자기 마음대로 행할 수 있던 것은 우수한 그 정체성과 그 뒤의 배역이자 연인이 된"라크스 클라인" 의 영향이 컸다. 단지 아버지에 대한 복수심만 가득차서 심리를 자제하지 못하는 "프레이 알스터"에게서 (스페셜판에 있음) 복수를 대신 행하는 집행인 역할을 부탁받는 대신 "프레이 알스터"와의 침실의 첫 관계를 맺음으로서 연인 사이로 보였으나 중간에 "라크스 클라인"과 얽히게 됨으로써 "프레이"라는 존재와는 연인이 아닌 단순한 "복수 대리인" 정도의 관계로 되어버린다.
서로에 대한 호감과 성격으로 연인으로 꼬인 "라크스 클라인"은 키라 야마토에게 자프트의 기밀병기를 스스럼없이 집안의 재력을 이용하여"프리덤"이라는 핵 원자로(뉴트론재머 캔슬러)를 에너지로 사용하는 MS를 주게 된다.
또한 데스티니 편에서도 다시한번 자프트의 양산계획으로 있었다는"스트라이크 프리덤"이라는 프리덤의 더욱 진보된 형태의 무장,장갑,파워를 지닌 막강한 기체를 빼내어 넘겨준다. (설정상으로는 클라인 재단에서 자프트의 양산형 스트라이크 프리덤 의 관련 설계도 및 정보를 해킹하고 관련정보를 모두 삭제시킴으로 자프트는 프리덤 기체를 생산하지못했다는 것)
[ SEED ] 편에서는 인간들의 무성실한 자세로 마구잡이로 살생을 행하는 현실의 정의에 질려 스스로의 힘으로 그 진실의 종지부를 기다린"라우 르 크루제"라는 인물이 조종하는 프로비던스(드래군 시스템 탑재기)에 맞서 프로비던스를 격파하는데 성공하고 야킨・두 공방전에서 마무리를 짓는다.
[ SEED DESTINY ] 에서는 SEED 때의 전투 발발 중간에 부모를 잃은"신 아스카"(코디네이터)라는 인물을 넘어뜨리고 그 자리에 서게된다.
"신 아스카"라는 주인공은 부모 뿐만이 아니라 자신과 동료 , 형제 , 좋은 지도선생과도 같은"레이 자 바렐"이라는 전작의"라우 르 크루제"의 클론 즉 2번째 복제인간으로 태어난 친구와 무의미한 전쟁을 종식시켜 가라앉혀야 한다는 아버지같은 자프트 의장을 잃음으로서 그가 있던 곳이 종종"키라 야마토"에 의해 파괴된다.
[ DESTINY ] 에서는 최종 전투를 말 그대로 운명이라는 글자에 각인 시켜 박아두어 벗어날수 없다는 것을 보여주었다.
원래 평화롭게 지내던 키라 일행들은 자프트의 특수부대의 공격을 받아 결국 다시 프리덤을 기동시켰기 때문에 데스티니 편에서의 전쟁은 자프트가 시작하였다고 생각할 수 있다.
더군나나 SEED Astray의 파일럿 로우에게 당시 아스란의 이지스 자폭공격에서 구해주었고 더욱히 시드 어스트레이에서 하이페리온을 타는 장면을 낳게되는 신도 있다.
본작의 주인공. 헬리오폴리스에 살던, 자수정 눈동자의 평화주의자 코디네이터 소년으로 극중 율렌 히비키 교수에게서 태어난 '최고의 코디네이터'라고 나온다. 얼떨결에 지구군의 신병기 모빌 슈트를 목격하고 친구 아스란과 재회, 스트라이크에 탑승하여 전쟁에 휘말린다. 30화에서 스트라이크는 아스란의 이지스와 함께 자폭, 마르키오(클라인파)로 인해 플랜트로 올라가 라크스 클라인과 만난 뒤 프리덤에 탑승하여 비극적인 전쟁을 끝내기 위해 노력한다. 마지막으로 야킨두에서의 결전을 마지막으로 1년 반을 끌어 왔던 전쟁을 끝낸다.
키라는 후속작인 데스티니에서도 등장하는데, 중반부에서 신 아스카의 임펄스 건담에게 프리덤을 파괴당한 이후 새로운 MS인 스트라이크 프리덤을 탑승한 뒤 대활약한다. SPECIAL EDITION 4를 보면, 데스티니 이후에는 자프트의 백복을 입고 있다. 라크스 클라인의 연인. 본명은 키라・히비키(キラ・ヒビキ)

## 조종기체
스트라이크 건담(SEED) - 프리덤 건담(SEED, SEED DESTINY) - 스트라이크 프리덤 건담(SEED DESTINY) - 라이징 프리덤 건담(SEED FREEDOM) - 스트라이크 프리덤 건담 2식(SEED FREEDOM) - 마이티 스트라이크 프리덤 건담(SEED FREEDOM)